# 摩托羅拉88000
摩托羅拉 88000（簡寫為m88k），是一個由美國摩托羅拉公司（Motorola）推出的，32位元精簡指令集（RISC）處理器架構，為摩托羅拉在1980年代企圖進入RISC的嘗試。

原名78000，作為摩托羅拉著名的68000系列的延續，後來才改為此名。

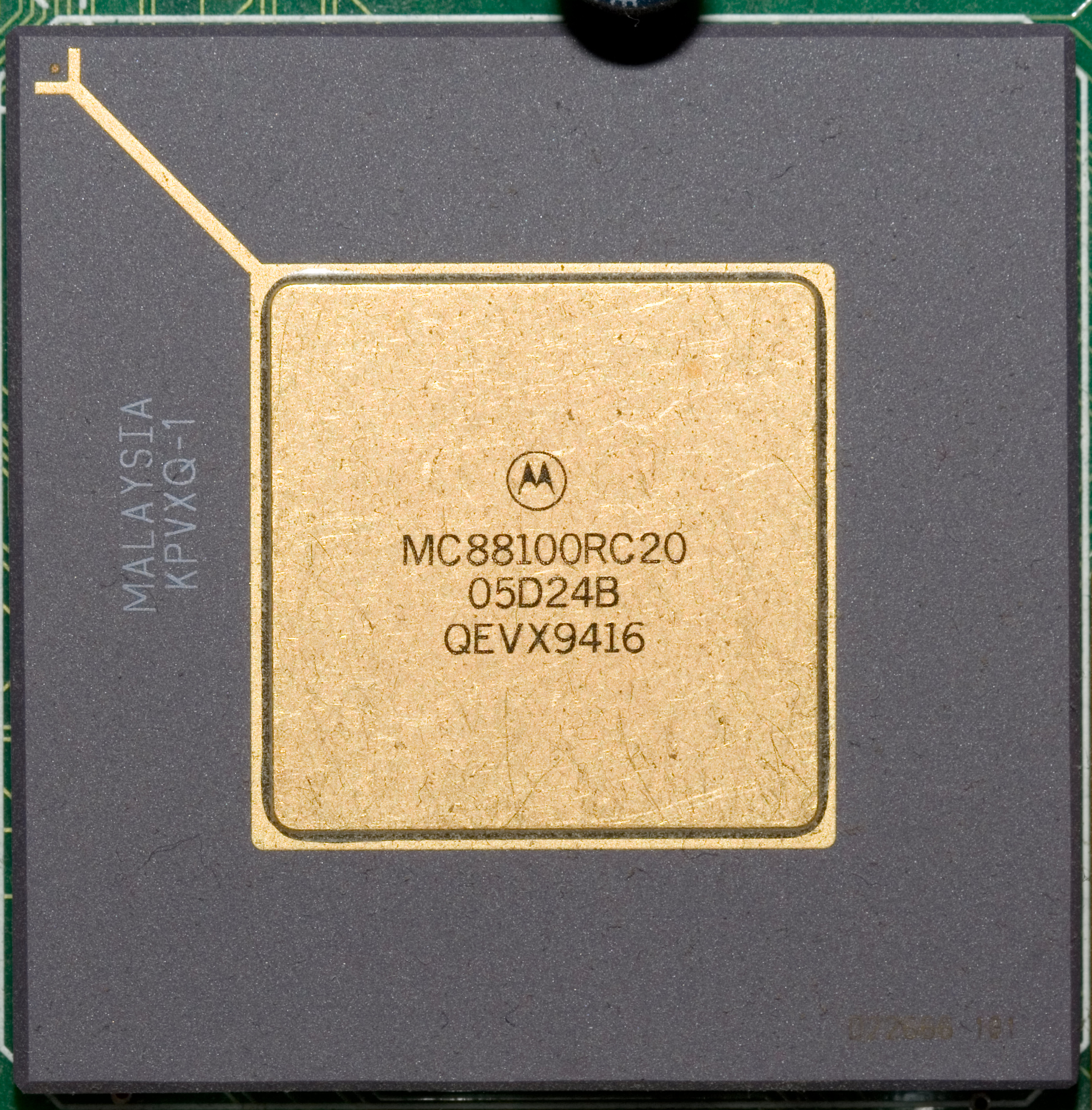
摩托羅拉 88100 RISC CPU

第一個使用88000架構的CPU在1988年出現，為MC88100。